# 長井政実
長井 政実（ながい まさざね）は、戦国時代の武将。上野・武蔵国境に拠った国衆。武蔵御嶽城主。上野三ツ山城主。

## 生涯

### 出自
政実は元々山内上杉家家宰である足利長尾氏配下の国人・平沢氏の一族であり、足利長尾氏の被官だった。政実は永禄3年（1560年）の上杉謙信による関東侵攻に従い、この際に『関東幕注文』にて「平沢左衛門三郎」の名前で確認できる。

### 後北条氏従属下の動向
政実は遅くとも永禄8年（1565年）4月までに後北条氏配下の元で、同じく足利長尾氏被官で御嶽城主であった安保氏の家臣を継承して武蔵御嶽城主となったと考えられる。
同10年（1567年）の武田信玄の駿河侵攻に端を発して武田氏と後北条氏の関係が悪化すると、同12年（1569年）6月に後北条方として上野国多胡郡に出兵し、武田方の小幡信尚や小幡織殿助を寝返らせた。これに対して武田信玄は北関東から後北条氏領国に侵攻し、9月9日には政実の御嶽城も攻められたが、陥落には至らず翌10日に武田軍は鉢形城の攻撃に移った。しかしその後も武田軍に御嶽城を攻められ、翌元亀元年（1570年）6月5日に政実は降伏し、武田氏に従属した。

### 武田氏従属下の動向
武田氏に従属した政実は、長井名字と豊前守の官途を与えられ、「長井豊前守政実」を名乗った。また従来と同じく御嶽城の安堵を認められ、引き続き御嶽城主となった。
しかし翌元亀2年（1571年）末に武田氏と後北条氏が再度同盟を締結すると、政実の処遇と御嶽城の所属を巡り両者で相論が起こった。1年あまりの調整の結果、翌3年（1572年）11月7日に御嶽城及び周辺の所領は後北条氏に割譲され、政実は上野国三ツ山城に退去し武田氏配下の従属国衆となることで決着した。これにより政実は御嶽城を失い、その替地として翌天正元年（1573年）11月20日に武田勝頼より玉村御厨内にて5000貫文の所領宛行をされた。
同6年（1578年）の御館の乱に端を発して武田氏と後北条氏が再度戦争状態に陥ると、政実は旧領である御嶽領に進出し、被官の倉林氏や飯塚氏に所領宛行を行った。
同10年（1582年）3月に武田氏が甲州征伐により滅亡し、没落したとみられる。

### その後
武田氏滅亡後の政実は越後に逃れ、上杉景勝の家臣となっていた藤田信吉を頼ったと伝えられている。子の昌繁は同18年（1590年）の小田原征伐で上杉軍の元で旧領の占領を果たし、三ツ山城の領有を認められたとされるが、この時に政実が参陣していたかは不明である。忌日は同年2月28日と伝えられている。
子の昌繁は小田原征伐後徳川氏に仕え、上総国で所領を与えられた。